# 在我的世界裏跳舞
〈在我的世界裏跳舞〉（日语：／），或直譯〈在家跳舞吧〉是日本創作歌手星野源於2020年4月3日在自己的Instagram帳戶上發布的歌曲，音源於同年4月15日免費公開。歌曲在Instagram、YouTube、Twitter等SNS上廣傳，吸引眾多用戶創作，造成一股社會現象。

## 概要
〈在我的世界裏跳舞〉是星野於自己Instagram帳戶上載的一段彈唱影片。當時正值2019年末發現的新型冠狀病毒（SARS-CoV-2）在2020年於世界大流行，日本亦面臨嚴峻疫情，4月7日依修例後之新型流行性感冒等對策特別措置法32条發出緊急事態宣言。政府請求民眾自我約束、避免外出，以降低群聚感染的風險。
星野與綾野剛共同主演的TBS系電視劇《MIU404》原定4月10日開播，因疫情影響延期播出。TBS電視台早於同月2日宣布該台春季電視劇外景與攝影棚拍攝工作暫停2週（實際停工時間長達近兩個月）。
處於停工期的星野於4月3日日本時間1時46分、於個人Instagram帳戶發布一段約莫1分鐘的彈唱片段，稱「待在家的時間作出這樣一首歌。有誰可以幫這個影片加上樂器伴奏、合聲或是伴舞嗎？」。3日該片段發布至星野的官方推特；4日公開歌曲樂譜；5日該片段上傳至星野的官方YouTube頻道，並邀請喜愛翻譯的朋友為影片添加多國語言字幕，現已有43種字幕版本。
15日官方成立特設網站，免費公開歌曲音源，{{Citation needed|讓大家可以自由下載歌曲隨時聆聽。網站除日語歌詞外，還刊載了英語及中文歌詞。亦能在各大數位串流音樂Apple Music、Spotify等平台聽到這首歌曲。5月29日另外公布「Potluck Mix」版本，從經常合作的樂手河村智康（鼓）、Hama Okamoto（貝斯）、武嶋聰（長笛、單簧管）投稿影片的段落取樣，再結合櫻田泰啓（鍵盤）、石橋英子（和音）、長岡亮介（吉他）與星野源重新配唱的歌聲後重新混音的版本，同樣也在各大串流平台免費發行。
當年度12月31日第71回NHK紅白歌合戰，星野源擴寫第二段歌詞並重新編曲後，以〈うちで踊ろう（大晦日）〉之名發表。並於隔年1月1日公布日文版歌詞，1月8日於NHK官方YOUTUBE頻道公布全曲演出影片，1月9日公布英譯版歌詞。

## 迴響
上載歌曲彈唱片段時，星野在描述欄中鼓勵其他用戶叠加片段、音樂、樂器、舞蹈等，進行二次創作。日本国内等地有不少用戶響應，公眾人物亦有參與，引發外界關注。片段上載當日，與星野私交甚好的三浦大知就向自己的Instagram帳戶上載片段，當中加入合唱部及舞蹈。2人合作後，廣瀨香美於5日上載加入鋼琴伴奏的影片，清塚信也及本間昭光亦分別上載加入電子琴演奏的影片。mabanua發布以編排樂隊音效全新改編的音樂片段後，SANABAGUN.的岩間俊樹又向新片段加入饒舌並上載。龜田誠治向自己的Twitter帳戶上載加入自創序奏的音樂影片，而参加《在我的世界裏跳舞》創作潮的音樂相關人士還有很多。音樂人方面，在日Funk的村上基、岡崎体育、空音、EXILE的NAOTO、Nulbarich的JQ、藤原櫻、中島美嘉、青山黛瑪、和樂器樂團的鈴華優子、GLAY的HISASHI、GARNiDELiA的MARiA、大石昌良、DJ KOO、等均有參加。在永井秀和編曲、松元宏康指揮下，有60名古典音樂演奏家分別進行管弦演奏，片段編輯後上載至YouTube。
除音樂相關人士外，演員、搞笑藝人等藝人，包括石田百合子、大泉洋、高畑充希、川口春奈、近藤春菜、香蕉人、中島仲英、渡邊直美、村上健志（搞笑組合水果酒成員）、香取慎吾、Gachapin、Mukku等亦有參與。由於影片上載至YouTube且歡迎創作，参加者中還有水坑接著劑、等不少YouTuber，台灣包含五月天、宇宙人、家家、慢慢說樂團等知名音樂人也紛紛響應。
撰稿人荻原梓推測，由於星野明確說明使用歌曲毋須獲得許可，且歌曲基調積極，可蓋過禁足的壓抑感，加上星野本身的才能及人脈，令影片獲得較大反響。

### 安倍晋三影片創作爭議
日本首相安倍晋三於4月12日以〈在我的世界裏跳舞〉作為配樂，在自己的Instagram及Twitter上發布了一段在家休息的影片。這段時而逗狗，時而讀書，時而看電視的影片在網上招致大量批評，有人認為影片「不應作政治利用」，有人質疑「非常情況下，總理大臣居然在家放鬆」，亦有人質問安倍「聽到国民的声音了嗎？」。13日，官房長官菅義偉在記者會上指影片「獲得很多反響，破紀錄得到35萬個『喜歡』」，未有評價影片內容。與其他人一樣，安倍在創作影片前未有聯絡星野。
有用戶則讚賞影片「有效呼籲避免外出」，在回覆中支持及鼓励安倍。在4月19日播出的《SUNDAY JAPON》上，模特兒木村有希（Yukipoyo）表示欣賞影片内容，「初次看見時，覺得安倍先生在嘗試以自己的方式接近国民，感到很溫暖」，又指「任何事情安倍都要被批評一番，覺得有點可憐」。中国有不少網民支持及同情安倍，認為「他說的是對的」，「不覺得有問題」，「我居然會同情安倍首相」。
安倍上傳的影片引發爭議後，搞笑藝人田村憲司參考這片段，製作了一段惡搞影片。田村在發布的影片中半裸登場，頭戴太陽眼鏡，腹部寫上「Stay Home」（ステイホーム）、「冠狀病毒大笨蛋！！」（コロナのアホ！！）等字樣，不過抱的就不是狗，而是舞獅的獅子頭，讀的書則是近期大熱的田中美奈實寫真集，看電視時還做出自己的招牌姿勢。大阪市長松井一郎對此稱「希望安倍總理能看到！請幫忙擴散！這是會被教訓啊！笑」。隸屬於搞笑組合Bisuketti、致力於模仿安倍的佐竹正史亦發布惡搞影片，並稱影片「得到（安倍）支持者及反對者双方支持」。

對於安倍使用〈在我的世界裏跳舞〉影片與音樂，星野於4月12日深夜於個人ig story 表示：

「-{ひとつだけ、

安倍晋三さんが上げられた"うちで踊ろう"の動画ですが、

これまで様々な動画をアップしてくださっている

沢山の皆さんと同じ様に、

僕自身にも所属事務所にも

事前連絡や確認は、事後も含めて

一切ありません。}-」

（中文翻譯如下）

「有一件事想說  、

安倍晉三先生上傳的「在我的世界裏跳舞」影片，

與至今為止上傳各式各樣影片的眾多各位一樣，

對我以及所屬的事務所

完全沒有事前的聯絡及事後的確認。」

是以，安倍上傳影片僅為其個人的想法，並非安倍晉三主導或與星野的協同合作。

## 外部連結
- 星野源〈在我的世界裏跳舞〉（页面存档备份，存于）